# Kampaň proti skrytým kontrarevolucionářům
Kampaň proti skrytým kontrarevolucionářům (zjednodušená čínština: 肃反运动; tradiční čínština: 肅反運動; "Hnutí sufan") byla čistka domnělých odpůrců v Čínské lidové republice za vlády Mao Ce-tunga v letech 1955–1957.Výraz "sufan" je zkratkou pro "肅清暗藏的反革命分子", což znamená "očista od skrytých kontrarevolucionářů"; podobné kampaně se v rámci Komunistické strany Číny prováděly již v roce 1932. Mao nařídil, že má být odstraněno 5 % kontrarevolucionářů. Během čistky bylo zatčeno asi 214 000 lidí a přibližně 53 000 jich zemřelo.

## Původ
Kampaň proti skrytým kontrarevolucionářům vznikla na základě Maovy kampaně z počátku roku 1955 proti Chu Fengovi, marxistickému literárnímu kritikovi, a údajné partě spisovatelů a vzdělanců, kteří kritizovali restriktivní politiku komunistické strany vůči literatuře a umění. Požadovali větší svobodu projevu, ale byli pronásledováni jako kontrarevolucionáři. Bylo "demaskováno a potrestáno" 81 000 vzdělanců a dalších 300 000 bylo zbaveno občanských práv s odůvodněním, že jsou "politicky nespolehliví".
Kampaň oficiálně začala poté, co Ústřední výbor Komunistické strany Číny vydal 1. července 1955 "směrnici o zahájení boje za vyčištění skrytých kontrarevolučních elementů" (關於開展鬥爭肅清暗藏的反革命分子的指示). Dne 25. srpna 1955 vydal "Směrnici o důkladné čistce a očistě od skrytých kontrarevolucionářů" (關於徹底肅清暗藏反革命分子的指示).

## Cíle a terče
Na rozdíl od kampaně za potlačení kontrarevolucionářů z roku 1951 (1950–1952), která byla zaměřena především na osoby, které představovaly hrozbu mimo státní systém, jako byli bývalí funkcionáři a příznivci Kuomintangu, se kampaň proti skrytým kontrarevolucionářům rozšířila na čistky uvnitř strany, armády a státních orgánů, které Maovo okolí považovalo za hrozbu. V počátečních fázích kampaně bylo odstraněno několik vrcholných stranických funkcionářů, zejména technokraté Kao Kang a Žao Šuš'. Mnoho dalších členů strany a vládních úředníků bylo zatčeno na základě nejasného podezření z kontrarevoluční činnosti a byli nuceni se "přiznat" ke svým politickým názorům. Obzvláště silným terčem byly úřady veřejné bezpečnosti ministerstva veřejné bezpečnosti, protože komunistické vedení se snažilo zajistit, aby byly čínské bezpečnostní složky pod přísnou stranickou kontrolou.
Deník People's Daily ve snaze ospravedlnit čistku uvedl, že deset procent členů komunistické strany jsou tajní zrádci a je třeba je očistit. Zdá se, že toto číslo bylo bráno jako kvóta pro počet zatčení, ke kterým mělo dojít. Nešlo o žádný soudní proces; místo toho se na lidi zaměřovaly administrativní výnosy, v nichž se ignorovaly běžné trestní postupy. Do září 1955 bylo údajně vyšetřováno 2,2 milionu osob. 110 000 lidí bylo údajně "odhaleno" jako kontrarevolucionáři, ačkoli Mao v kampani pokračoval další dva roky v domnění, že dalších 50 000 hlavních podezřelých je stále na svobodě.
Zdánlivými cíli kampaně proti skrytým kontrarevolucionářům byla porážka takzvaného "byrokratismu" ve vládních organizacích, vyvolání revolučního nadšení a vymýcení údajných kontrarevolucionářů ve státě. Alternativně, jak naznačuje jeden z autorů, měla kampaň za cíl rozdrtit odpůrce socialistické transformace průmyslu a obchodu. Ve skutečnosti šlo o Maovu reakci na vzestup technokratické byrokracie ovládané prosovětskými úředníky, který následoval po realizaci Sovětským svazem inspirovaného prvního pětiletého plánu Číny od roku 1953. Mao považoval nový technokratický přístup v čínské administrativě za korupci "revolučního ducha". Odpovědné úředníky označil za "funkční buržoazii", jejíž moc se opírala spíše o jejich byrokratickou autoritu než o soukromé vlastnictví. Kao Kang se stal zvláštním terčem pro své přijetí sovětských metod organizace průmyslu v Mandžusku; byl očištěn poté, co byl obviněn z pokusu o vedení "nezávislého království".

## Následky
Kampaň byla ukončena v říjnu 1957 poté, co se terčem stalo více než 18 milionů lidí. Dalších 11 až 12 milionů lidí mělo být v době ukončení kampaně ještě vyšetřeno. Velké množství lidí bylo posláno do táborů na "pracovní převýchovu" (čínsky: 勞動改造; pinyin: láodòng gǎizào). Mnozí z nich byli v roce 1956 propuštěni s oficiální omluvou za to, že byli falešně obviněni. Výsledkem kampaně bylo omezení pravomocí Státní plánovací komise a průmyslových manažerů ve státních podnicích a také mnohem přísnější kontrola strany nad státním bezpečnostním aparátem. Strana ji později ospravedlňovala tím, že sloužila k "posílení vedoucí úlohy strany v oblasti veřejné bezpečnosti, k podřízení orgánů veřejné bezpečnosti vedení strany".
Podle čínských badatelů vládní údaje (včetně údajů Chu Čchiao-mu) ukazují, že během kampaně proti skrytým kontrarevolucionářům bylo pronásledováno přibližně 1,4 milionu vzdělanců a úředníků. Kromě toho bylo zatčeno 214 000 lidí, 22 000 jich bylo popraveno a celkem 53 000 jich zemřelo.
Jean-Louis Margolin v Černé knize komunismu píše, že jeden zdroj uvádí 81 000 zatčených během kampaně (což je podle něj spíše skromné), zatímco jiný uvádí 770 000 mrtvých. Dochází k závěru, že není možné určit, co je přesné.